# Радбарт (конунг Гардарики)
Радбарт (Radbart; старосканд.  Ráðbarðr) — в Песне о Хюндле назван правителем Гардарики примерно конца седьмого века, которую принято в то время локализовывать в регионе Приладожья. Также упоминается в Отрывках Саг о древних конунгах, фрагментарном исландском тексте, предполагаемом первоисточнике ныне утерянной Саги о Скьёлдунгах и у Саксона Грамматика в «Деяниях данов».
Согласно средневековым скандинавским источникам Радбард — сын Скиры, конунга Руси (Скира — сын Ингвара, конунга свеев, погибшего около острова Сааремаа по пути на Русь). Дочь конунга Ивара Широкие Объятья — Ауд Богатая вышла замуж за Радбарта без согласия своего отца, который подчиняя себе новые земли, убил её мужа Хрёрика Метателя Колец. Ауд Богатая с малолетним сыном Харальдом (от Хрёрика) бежала в Гардарики, где и вышла замуж за Радбарда. Ивар, желая наказать дочь, пошёл войной против Радбарда, но погиб в пути около Карельского перешейка.
Сын Радбарта, конунг Рандвер, поддержал своего единоутробного брата Харальда Боезуба в попытке стать королём Дании.
Традиционно считается, что потомком Радбарда был легендарный конунг Рагнар Лодброк — сын Сигурда Кольцо, внук Рандвера, правнук Радбарда.